# Oakland, South Carolina
Oakland är en ort i Sumter County i delstaten South Carolina, USA.